# Capitán O’Brien (1901)
Capitán O’Brien – chilijski niszczyciel z przełomu XIX i XX wieku, druga jednostka typu Capitán Merino Jarpa. Okręt został zwodowany w 1901 roku w brytyjskiej stoczni Cammell Laird w Birkenhead, a w skład Armada de Chile wszedł w 1902 roku. Jednostka została wycofana ze służby w 1924 roku i następnie złomowana.

## Projekt i budowa
Niszczyciele typu Capitán Merino Jarpa zostały zamówione przez rząd Chile w Wielkiej Brytanii, podobnie jak pozyskane kilka lat wcześniej jednostki typu Capitán Orella . Okręty były ulepszoną wersją swoich poprzedników, lecz nie różniły się od nich zbytnio: miały stalowy kadłub, wypukłą część dziobową i równomiernie rozmieszczone, lekko podwyższone cztery kominy .
„Capitán O’Brien” zbudowany został w stoczni Cammell Laird w Birkenhead. Wodowanie odbyło się w 1901 roku .

## Dane taktyczno-techniczne
Okręt był niszczycielem o długości między pionami 65,5 metra, szerokości 6,48 metra i zanurzeniu 1,8 metra . Wyporność normalna wynosiła 321 ton . Siłownię okrętu stanowiły dwie maszyny parowe potrójnego rozprężania o łącznej mocy 6250 KM, do których parę dostarczały cztery kotły Normand . Prędkość maksymalna napędzanego dwiema śrubami okrętu wynosiła 30 węzłów. Okręt zabierał zapas 90 ton węgla . 
Na uzbrojenie artyleryjskie okrętu składały się: umieszczone na dziobie pojedyncze działo kalibru 76 mm (3 cale) Armstrong L/40 i pięć pojedynczych 6-funtowych dział kal. 57 mm Hotchkiss L/40 . Broń torpedową stanowiły dwie pojedyncze pokładowe obracalne wyrzutnie kal. 450 mm (18 cali): jedna na śródokręciu i jedna w części rufowej
Załoga okrętu składała się z 65 oficerów, podoficerów i marynarzy .

## Służba
Okręt został przyjęty w skład Armada de Chile w 1902 roku . Na próbach prędkości „Capitán O’Brien” osiągnął 30,16 węzła przy mocy 6310 KM. Jednostkę wycofano ze służby w 1924 roku i następnie złomowano .